# 細野豪志
細野豪志（1971年8月21日—），日本政治家，出身於京都府綾部市。前民進黨成員。共擔任6屆眾議院議員，曾任第17代環境大臣、初代內閣府特命擔當大臣（原子能行政擔當）。
歷任內閣總理大臣輔佐官（社會保障和稅制一體改革及國會對策擔當）、內閣總理大臣輔佐官（核電站事故處理及再發防止擔當）、內閣府特命擔當大臣（消費者及食品安全擔當）、內閣府特命擔當大臣（原子能損害賠償支援機構擔當）。2013年7月26日，细野豪志领导民主党在参院大选中惨败，已经引咎辞职民主党干事长一职。民主党于召开众参两院议员总会，决定起用大畠章宏接替细野豪志，担任干事长职务。
2013年11月29日，细野豪志与日本维新会干事长松野頼久、大家的党前干事长江田憲司组织学习会。读卖新闻认为这有可能是年内成立新党的征兆。
2017年8月退出民進党。

## 外部連結
- 細野豪志官方網站
- 民主黨靜岡縣總支部連合會 （页面存档备份，存于）
- 眾議院議員 細野豪志 事務所的X（前Twitter）

| 官衔            | 官衔                                                    | 官衔            |
| --------------- | ------------------------------------------------------- | --------------- |
| 前任： 江田五月 | 環境大臣 第17代：2011—2012年                            | 繼任： 長濱博行 |
| 前任： 創設     | 特命擔當大臣（原子能行政） 初代：2011—2012年            | 繼任： 前原誠司 |
| 前任： 創設     | 特命擔當大臣（原子能損害賠償支援機構） 第1、2代：2011年 | 繼任： 枝野幸男 |
| 前任： 蓮舫     | 特命擔當大臣（消費者及食品安全） 第5代：2011年          | 繼任： 山岡賢次 |